# 共振
共振（きょうしん）は、エネルギーを有する系が外部から与えられた刺激により固有振動を起こすことである。特に、外部からの刺激が固有振動数に近い状態を表す。共鳴と同じ原理に基づく現象であるが、電気や固体については「共振」の語がよく用いられる。
共振の特性を表す無次元量としてQ値が用いられる。値が大きいほどエネルギーの分散が小さく、狭い振動数の帯域で共振する。
共振のシステムとして、振動する振り子が単純な例として挙げられる。振り子を押して系に振動を励起することにより、振り子はその固有振動数で振動を始める。振り子の固有振動に近い周期で振動を与えると、振動の振幅は次第に大きくなる。しかし、固有振動と大きく異なる周期で振動を与えると、振幅は大きくならない。
共振による現象の例としてタコマナローズ橋がしばしば取り上げられるが、これについては専門家から誤解が指摘されている。ミレニアム・ブリッジの一時閉鎖は多数の歩行者によって引き起こされた共振現象の例である。

## 共振回路
電気では、コイル、コンデンサの性質を利用した共振回路（きょうしんかいろ、英: resonance circuit）が有名である。
直列共振回路
コンデンサとコイルを直列に接続した共振回路。特定の周波数（共振周波数）で互いの電位が打ち消し合い、外からは「インピーダンス（交流に関する抵抗）が0Ωに見える」。
並列共振回路
コンデンサとコイルを並列に接続した共振回路。互いの電流が打ち消しあい、共振周波数において外からは「インピーダンスが無限大に見える」（反共振とも）。このとき、コンデンサの内部に電界として蓄えられたエネルギーと、コイルの内部に磁界として蓄えられたエネルギーが系の内部で互いに移動するため、外部から見た場合にエネルギーの消費は無い。
これらの回路は受信機の選局回路（同調回路）、フィルタ回路（濾波器）などに頻用される。
また、アンテナにおいては、電磁波の波長と空中線素子（エレメント）の長さの関係がある一定の条件を満たした場合に、エネルギーの変換効率が最大となる。この現象も共振と呼ばれる。
共振周波数を測定する機器としてディップメータがある。